# Hoplojana nigrorufa
Hoplojana nigrorufa är en fjärilsart som beskrevs av Berger 1980. Hoplojana nigrorufa ingår i släktet Hoplojana och familjen Eupterotidae. Inga underarter finns listade i Catalogue of Life.